# کیتی فویل (فیلم)
«کیتی فویل» (انگلیسی: Kitty Foyle) یک فیلم درام به کارگردانی سم وود است که در سال ۱۹۴۰ منتشر شد.
این فیلم برنده جایزه اسکار بهترین بازیگر نقش اول زن توسط جینجر راجرز در سال ۱۹۴۰ شده است.

## بازیگران
- جینجر راجرز
- دنیس مورگن
- جیمز کریگ
- گلادیس کوپر
- سیسیل کانینگهام
- فلورنس بیتس
- نلا واکر
- دودلز ویوِر
- برترام ماربورگ
- می بولی
- فرد آلدریچ